# Manufacture royale de glaces de miroirs
La Manufacture royale de glaces de miroirs est une ancienne manufacture, créée en 1665, à l'origine de Saint-Gobain. Elle a produit les miroirs de la galerie des Glaces de Louis XIV.

## La Compagnie du Noyer (1665-1683)
Les plans ambitieux de Jean-Baptiste Colbert, ministre des Finances de Louis XIV visaient à donner à la France l'autosuffisance pour les arts et manufactures, afin de satisfaire la demande domestique en produits de luxe, ce qui avait pour effet de servir la gloire du roi et de renforcer l'économie du pays. Colbert s'est ainsi intéressé aux verres et miroirs, une industrie monopolisée par la république de Venise qui exportait le verre de Venise dans toute l'Europe. Or l'importation de ces verres était coûteuse (30 000 livres-or par an), si bien que Colbert fit espionner les verriers vénitiens et parvint à en faire venir (leur promettant argent, exemption d'impôts et femmes), mais ces derniers furent empoisonnés au mercure utilisé pour la fabrication de la galerie des Glaces. Colbert établit donc par lettres patentes, entre autres projets, en octobre 1665 la Manufacture royale de glaces de miroirs. Son bénéficiaire et premier directeur fut le financier Nicolas du Noyer, receveur général des tailles à Orléans.
Nicolas du Noyer et ses partenaires reçurent un monopole de 20 ans pour la fabrication du verre et des miroirs. La compagnie fut alors connue sous le nom informel de Compagnie du Noyer. Elle bénéficia d'un financement de l’État de 11 000 livres et commença ses activités dans le faubourg Saint-Antoine à Paris.
Colbert affecta à la Manufacture royale de glaces de miroirs plusieurs ouvriers vénitiens qui étaient venus à Paris. Les premiers miroirs sans défaut furent produits en 1666. Bien que les miroirs produits par sa compagnie puissent rivaliser avec ceux de Venise, du Noyer se plaignit que les ouvriers vénitiens ne partageaient pas leurs secrets de fabrication avec leurs collègues français et que la Compagnie n'arrivait pas à faire des bénéfices. Les distractions de Paris nuisaient au bon travail des ouvriers et le coût du bois était très élevé. Aussi en 1667, les verriers vénitiens sont renvoyés et la fabrication de la glace est transférée à Tourlaville près de Cherbourg, au lieu-dit La Glacerie, où existait déjà une glacerie au milieu de la forêt de Brix sous la direction de Richard Lucas de Néhou. Les ateliers parisiens furent consacrés au polissage du verre.
À plusieurs reprises la Compagnie du Noyer fut réduite à importer de verre de Venise pour le finir en France. Toutefois en septembre 1672 la Manufacture royale de glaces de miroirs était suffisamment sûre d'elle-même pour que l'importation de verre soit interdite aux sujets du roi.
À la fin du règne de Louis XIV, l'industrie miroitière avec à sa tête, la Manufacture royale de glaces de miroirs, exporte des glaces dans toute l'Europe pour un équivalent de 300 000 à 400 000 livres or par an. Le monopole vénitien est remplacé par le monopole français.

## Les autres compagnies jusqu'à la Révolution
Cependant, en 1688, l'État aida à la création de la Compagnie Thévart et la finança en partie. Le monopole de la Compagnie du Noyer était donc enfreint, d'autant plus que Thévart faisait des miroirs et du verre selon une nouvelle technique de coulage qui lui permettait de faire des tailles de 60 pouces par 40 alors que Noyer ne faisait que du 40 par 40. Une compétition sévère s'introduisit donc au cœur de ce métier, même si en théorie les glaces que devaient produire les deux compagnies étaient différentes. Toutefois il semble que derrière la Compagnie Thévard soit Louis Lucas de Néhou, neveu de Richard de Néhou et inventeur du procédé par coulage. En 1692, Louis Lucas de Néhou s'installe dans l'ancien château des sires de Coucy, à Saint-Gobain, dans l'Aisne, car le nouveau procédé exige des quantités de bois très importantes.
Cette concurrence dura 7 ans, jusqu'à ce qu'en 1695 un ralentissement de l'économie conduisit à une fusion sous l'égide du ministère, donnant le jour à la Compagnie Plastrier.
En 1702, après seulement 7 ans d'existence, la Compagnie Plastrier est mise en faillite sous l'effet de la dégradation de la conjoncture économique et de la concurrence avec la Compagnie Thévart. Un groupe de financiers genevois conduit par Jacques Buisson, associé à la Maison Antoine Saladin et fils, prend le contrôle de la Manufacture royale des glaces. La société prend le nom de Compagnie Dagincourt, du nom d'Antoine Dagincourt, le nouveau titulaire du privilège de fabrication des glaces. Elle reçoit de nouveaux statuts qui règlent avec précision les relations entre les "Intéressés" (les actionnaires), la répartition du bénéfice et l'administration des affaires. Son privilège est renouvelé jusqu'à la Révolution, malgré les attaques de partisans de la libre entreprise dans ce domaine.
L'épuisement des ressources en bois du site de Tourlaville l'amène à importer du charbon anglais (ou des houillères de Littry entre 1749 et 1817). Cette source d'énergie trop chère le fera péricliter, assurant la prééminence du site de Saint-Gobain.
L'actionnariat de la Manufacture royale des glaces au XVIIIe siècle se compose de familles issues de la banque genevoise, de la haute noblesse et de la bourgeoisie d'affaires parisiennes. Parmi eux, Pierre François Geoffrin, caissier général (équivalent actuel du directeur financier) à partir de 1703, accumule grâce à sa position un nombre important de « deniers » (actions) jusqu'à devenir le premier actionnaire de la Compagnie avec 13,5% du capital. Son épouse, la célèbre Madame Geoffrin, et leur fille, Marie-Thérèse de La Ferté-Imbault, en héritent à sa mort en 1749. Elles deviennent ainsi deux des plus importantes actionnaires de la société et s'allient à Antoine Saladin de Crans et au groupe des Genevois pour administrer l'entreprise. Madame Geoffrin utilise son salon littéraire connu dans toute l'Europe, et la marquise de La Ferté-Imbault, sa position à Versailles à la cour de Louis XV, pour obtenir le renouvellement des privilèges de la Manufacture royale dans la seconde moitié du XVIIIe siècle.  
Après la Révolution, la Manufacture devient la compagnie de Saint-Gobain. L'ancien site parisien, situé rue de Reuilly, est vendu à l'Armée qui y construit la caserne de Reuilly,.

## Évolution du privilège
Le privilège de la Manufacture royale des glaces accordé par les lettres patentes d'octobre 1665 a été renouvelé six fois jusqu'à la Révolution. 

### Lettres patentes pour l'établissement de la Manufacture royale des glaces de miroirs, octobre 1665[12]
Les lettres patentes d'octobre 1665 fondent la Manufacture royale des glaces de miroirs. Même si l'entreprise est à capitaux privés, elle se voit cependant attribuer le titre prestigieux de "Manufacture royale" dès son origine et le conserve tout au long de l'Ancien Régime.
Son objet principal est d'octroyer au financier Nicolas du Noyer, issu de la clientèle du ministre Colbert, un monopole de fabrication des glaces de miroirs à la « façon de Venise » dans le royaume de France pour une durée de 20 ans. Le monopole de fabrication est exclusif : l'acte précise que tous les privilèges précédents sont révoqués, seul Nicolas du Noyer est autorisé à produire des glaces dans les termes prévus par les lettres patentes, c'est-à-dire des glaces « des mêmes et diverses grandeurs, netteté et perfection que celles que l'on fait et fabrique à Moran [Murano] près la Ville de Venise. » Le monopole ne porte pas en revanche sur la commercialisation, les lettres patentes restant muettes sur cette question : implicitement, les importations de glaces de Venise restent autorisées.
Pour soutenir le développement de l'entreprise, l'acte énumère les exemptions fiscales accordées par le pouvoir royal aux fabricants, à leur personnel et à leurs activités. Il mentionne également un prêt de 12 000 livres du Trésor royal.

### Lettres patentes de renouvellement du privilège de la manufacture royale des glaces, sous le nom de Pierre de Bagneux, du31 décembre 1683[13]
Les lettres patentes de décembre 1683 renouvellent le privilège accordé en 1665 qui arrivait bientôt à échéance. La majeure partie des conditions accordées par les précédentes lettres sont inchangées. Le nouveau titulaire du privilège, porté à une durée de 30 années, est Pierre de Bagneux.
3. Lettres patentes pour la réunion des deux manufactures des glaces, du premier mai 1695
4. Lettres patentes pour le privilège de la compagnie Dagincourt, du 23 octobre 1702
5. Lettres patentes de Louis XV données à Marly le 20 février 1727 renouvelant pour trente ans, à partir de 1732, le privilège exclusif d’Antoine Dagincourt en faveur du même titulaire
6. Lettres patentes du roi, portant privilège exclusif de la manufacture royale des glaces en faveur de Louis Renard, du 22 octobre 1757
7. Lettres patentes du roi, portant privilège exclusif de la manufacture royale des glaces en faveur de Louis Renard, du mois de février 1785

## De nos jours
En 2018, la manufacture des glaces est occupée par l'entreprise Concept 1900 qui fabrique et exporte à travers le monde des manèges de type Carrousel.

### Sources
- Lucien Bély (dir.), Dictionnaire Louis XIV, Paris, éditions Robert Laffont, coll. « Bouquins », 2015, 1405 p. (ISBN 978-2-221-12482-6)
- Histoire de la verrerie, site de la commune de La Glacerie.
- Jacques Savary des Brûlons, Dictionnaire universel du commerce, 1723